# Serenli, Niksar
Serenli là một thị trấn thuộc huyện Niksar, tỉnh Tokat, Thổ Nhĩ Kỳ. Dân số thời điểm năm 2011 là 2.561 người.